# Museo de Ningbo
El Museo de Ningbo (en chino simplificado, 宁波博物馆), también conocido como Museo de Yinzhou (en chino simplificado, 鄞州博物馆), es un museo situado en la ciudad de Ningbo, en la Provincia de Zhejiang, China. Está ubicado en el Distrito de Yinzhou y fue inaugurado el 5 de diciembre de 2008. El museo se centra en la historia y las costumbres tradicionales de la zona de Ningbo.
Fue diseñado por el arquitecto Wang Shu, primer arquitecto chino que ganó en 2012 el Premio Pritzker y por su socia Lu Wenyu. El concepto del diseño es una combinación de montañas, aguas y el océano, porque el Mar de China Oriental ha desempeñado un papel importante en la historia de Ningbo. Se integran en el diseño características de las residencias de Jiangnan mediante decoraciones de azulejos antiguos y bambú. El Museo de Ningbo ganó el Premio Lu Ban en 2009, el máximo premio de arquitectura de China.

## Arquitectura

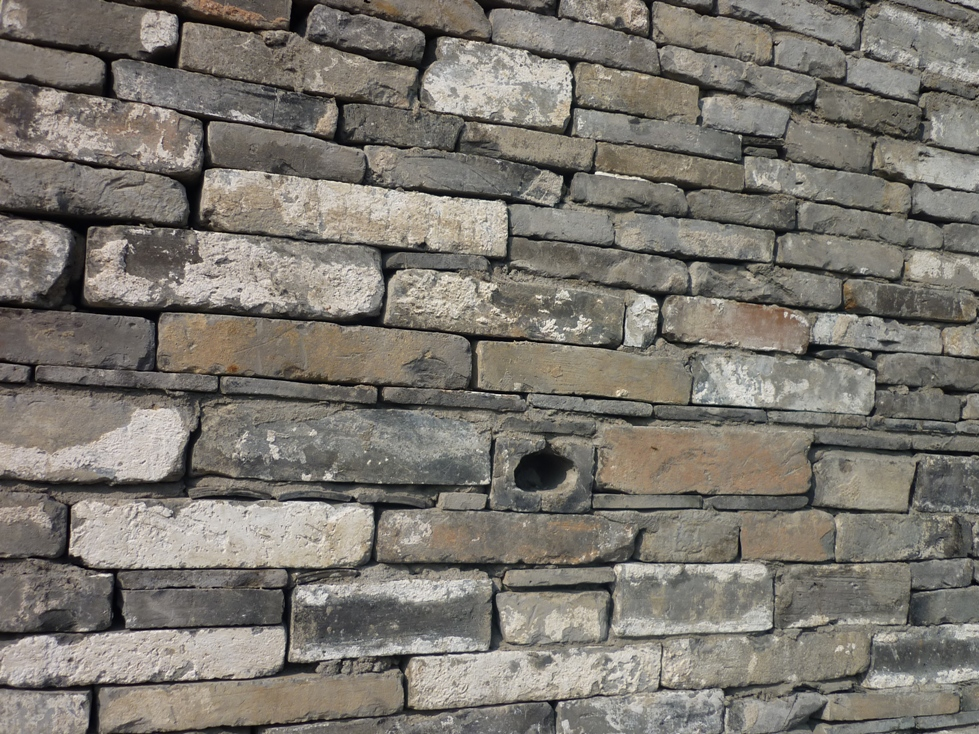
Detalle de la pared, hecha de azulejos antiguos

El diseño combina los conceptos de montañas, agua y océanos. La primera planta del museo está configurada como un todo, y el edificio comienza a inclinarse en la segunda planta, lo que le da al edificio forma de montaña y de barco. Este diseño hace referencia a la situación geográfica de Ningbo así como la importancia del comercio marítimo en su historia, haciendo al museo un símbolo de la historia y la cultura de la ciudad.
La decoración de la pared exterior del museo se hace de dos maneras. Algunas paredes están decoradas con miles de azulejos recogidos en zonas locales. Este tipo de decoración era una manera habitual para construir un edificio económico en Ningbo en la antigüedad, cuando no se había introducido el cemento. Otras paredes están decoradas con cemento cubierto de bambú. Se dice que el Museo de Ningbo fue el primer museo construido con grandes cantidades de materiales usados. El Pabellón Ningbo Tengtou de la Exposición Universal de Shanghái de 2010 también usó una decoración similar.

## Exposiciones permanentes

### Exposición de la historia de Ningbo

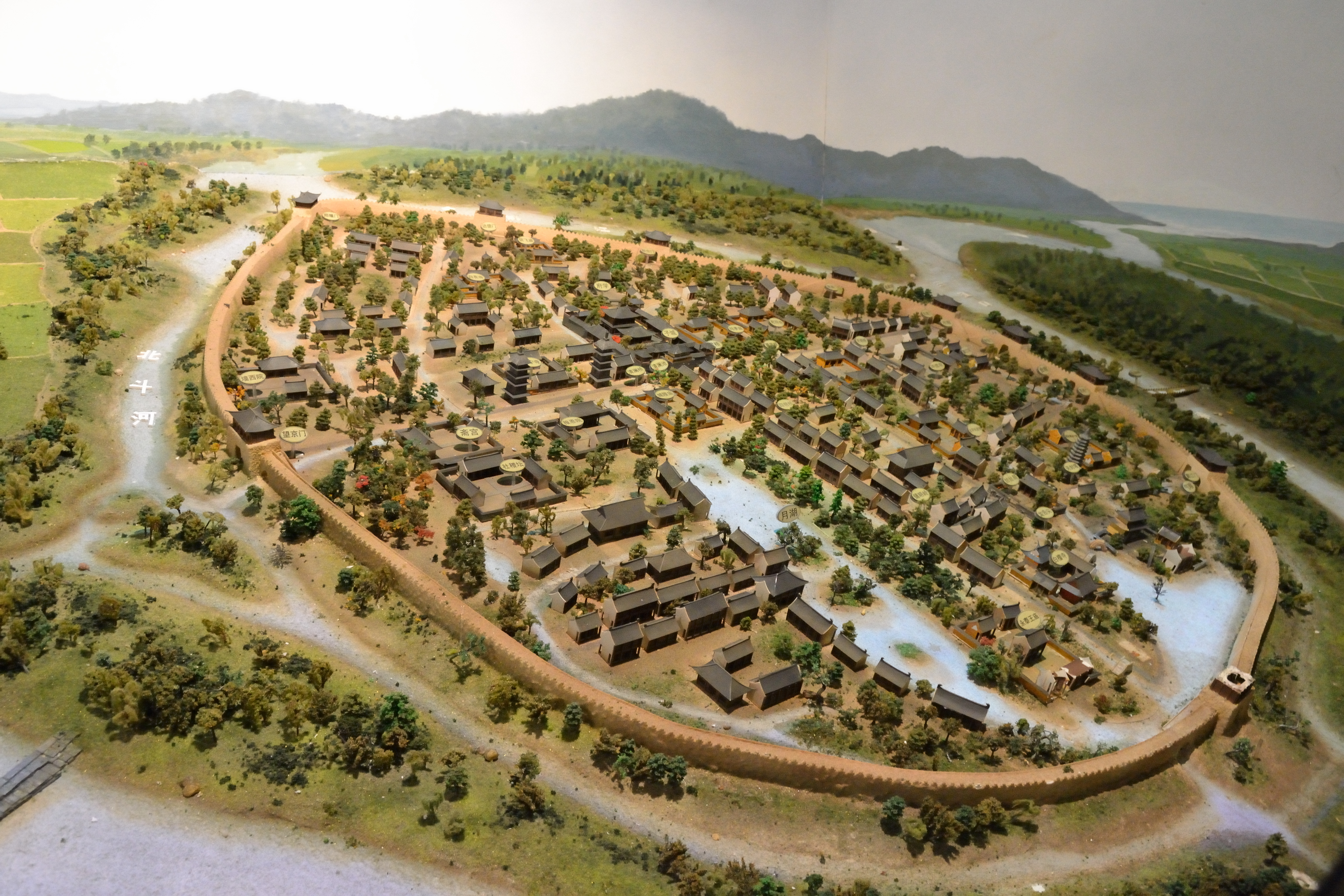
Maqueta de la ciudad de Ningbo durante la Dinastía Tang.

Situada en la segunda planta, es la exposición principal del museo, que muestra la historia de Ningbo desde la cultura Hemudu hasta la República de China. Los relatos principales son sobre las culturas antiguas, la expansión de la ciudad, el comercio de ultramar, el desarrollo de los académicos del este de Zhejiang y el Ningbo Commercial Group. Se exponen grandes cantidades de objetos, fotografías históricas y maquetas.

### Exposición de las costumbres de Ningbo

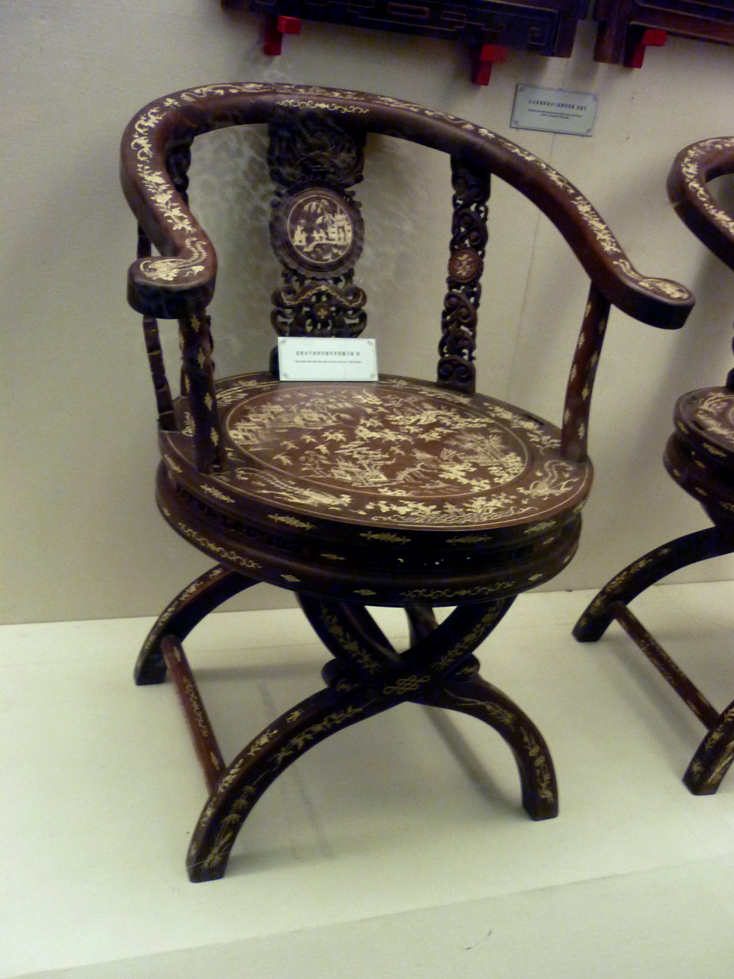
Silla tallada con huesos de animales incrustados, realizada en Ningbo durante la Dinastía Qing.

Esta exposición se sitúa en la tercera planta del museo. Se emplean modelos de cera y maquetas de edificios junto con técnicas electrónicas modernas para recrear una calle comercial tradicional de Ningbo. También se exhibe el patrimonio cultural intangible de la ciudad.

### Exposición del arte del bambú
Esta exposición se sitúa en la tercera planta del museo, que muestra antiguos objetos de bambú donados por Qin Bingnian, hijo del coleccionista, Qin Kangxiang.